# Афганская война (фильм)
«Афга́нская киноэпопея» — российский  документально-политический исследовательский  сериал, основанный на реальных событиях времен Афганской войны. Снимается кинокомпанией Лазурные поля, при поддержке Российского союза ветеранов Афганистана (РСВА) и Федерального агентства по культуре и кинематографии. Продюсер Алексей Крол, режиссер Татьяна Крол.

## Сюжет
Это исторический документальный сериал, отвечающий на вопрос: как начинаются войны? Глобальные войны. Каковы признаки, где предвестники катастрофы?  Может ли народ, демократическое общество влиять на этот процесс? Является ли начало войны управляемым фактором?  Насколько мы можем быть уверены, что война не начнется прямо сейчас? Насколько мы можем быть уверены в своих лидерах, политиках, дипломатах, разведчиках и военных?
          Сегодня мир стоит на пороге глобального конфликта, в центре которого находятся США и Россия. Предпосылками к нему стали опосредованные войны, в которых две державы, преследуя собственные интересы, сражаются не непосредственно друг с другом, а используют третью сторону, обеспечивая её военной, ресурсной, политической и другой поддержкой. Корейская, Вьетнамская, Ангольская, Афганская войны, Индо-пакистанский и Арабо-израильский конфликты, Ирак и Сирия - всё это примеры опосредованных войн.  В XXI веке по мнению военных аналитиков роль прокси-войн будет возрастать. Мир всё больше затягивается в воронку глобального конфликта.
          Афганистан является наглядным примером, став спусковым крючком всех этих процессов. Уже почти 40 лет страна находится в состоянии войны. В последнее время она втянула в свою орбиту более пятидесяти стран, которые входят вооруженными подразделениями в состав НАТО. И наиболее крупным является контингент США.
          В любую эпоху, при любой политической системе, в любой точке планеты, в любой момент может начаться то, что происходило тогда, зимой 1979 года, в Афганистане, неприметное на первый взгляд событие расколовшее мир на ДО и ПОСЛЕ. Событие, которое спровоцировало в 2001 году зарождение международного терроризма, появление ИГИЛ, уничтожение СССР и запустило новый виток противостояния между РФ и США. Маховик современной геополитики приведён в действие.
В основу сценария легла книга «Трагедия и доблесть Афгана» генерал-майора запаса Александра Ляховского, бывшего первого заместителя начальника Оперативного управления Главного штаба Сухопутных войск СССР.
В сериале впервые будет рассказано о том, что в 1989 году советские войска на территории Афганистана вели первую антитеррористическую операцию по борьбе с международным терроризмом.

## От создателей
Мы исследуем период, в течение которого произошло нечто, на первый взгляд незначительное, что привело к глобальным последствиям, которые мы всё больше начинаем переживать и сейчас.
Мы погружаемся в самый важный и таинственный период истории.
Мы исследуем последствия эпохи Большой Игры, новейшую политическую историю Афганистана и афгано-советских отношений. Взаимоотношения правительства Афганистана и СССР, роль США, Пакистана во внутренней политической жизни страны.
Мы наблюдаем, как допущенные с российской  стороны кадровые и оперативные действия привели к непоправимой трагедии.
Мы видим, как были запрограммированы все события, повлекшие 10 лет войны.
Мы убеждаемся, как неприметные игры по обретению теневого контроля над властью в стране   увеличивают военные риски, и, в конечном итоге, порождают войну.
Проект стартовал в начале 2007 года. Киноэпопея посвящена предпосылкам, ходу и завершению советско-афганской войны, с фокусом на ее последствия для современного мира.
По словам лидера РСВА Франца Клинцевича, депутата Государственной Думы, «сегодня мы пожинаем плоды того, что было посеяно в те годы, в виде мирового терроризма, роста наркотрафика, эскалации напряженности. Основное послание фильма заключается в том, чтобы показать, как небольшой военный конфликт на периферии мира может привести в итоге к глобальному пожару. Этот фильм — еще один повод задуматься о том, чем в реальности оборачивается война как способ решения проблем». Клинцевич отметил, что фильм призван дать оценку войне в Афганистане не только с точки зрения российской стороны — в фильме будут представлены точки зрения Афганистана, Пакистана, США.
По мнению А. Ляховского, автора книги «Трагедия и доблесть Афгана», «в России еще не было такой серьёзной картины. Авторы существующих фильмов уделяли больше внимания политическим аспектам войны, проблемам армии, неуставным отношениям и прочим скандальным моментам. Нам важно представить целостную картину и дать слово представителям всех сторон».

## Съемки
Для съемок фильма были проведены:
5 съемочных экспедиций в Афганистан с участием историков и участников событий.
экспедиция в Пакистан.
Съемки в: России, Казахстане, Украине, Прибалтике, Израиле, Хорватии, Великобритании, США.
Взято более 350 интервью, а также собраны тысячи фрагментов уникальной военной хроники времён Афганской войны.
Помощь в съёмках в Афганистане оказывают:
- Правительство Афганистана
- Посольство Афганистана в России
- Фонд Ахмада Шаха Масуда